# Astyochia petrovna
Astyochia petrovna là một loài bướm đêm trong họ Geometridae.